# Rassul Gamzàtov
Rassul Gamzàtovitx Gamzàtov, àvar: ХIамзатил Расул AFI: [ħamzatil Rasul], rus: Расу́л Гамза́тович Гамза́тов AFI:  [rɐˈsul ɡɐmˈzatəvʲɪtɕ ɡɐmˈzatəf] (?·pàg.) (Tsada, Daguestan, 8 de setembre de 1923 – Moscou, 3 de novembre de 2003) fou un popular poeta àvar. Entre els seus poemes hi havia Juravlí, que es va convertir en una coneguda cançó soviètica.

## Biografia
Rassul Gamzàtov va néixer al Daguestan en una família àvara. El seu pare era el poeta Gamzat Tsadassa (1877-1951) guanyador del Premi Stalin el 1951. Ell mateix començà a escriure versos el 1932 i publicà a partir de 1937 a la premsa local en llengua àvar. El seu primer llibre en àvar es va publicar el 1943. Va ser professor el 1941, després ajudant de direcció de teatre i periodista de premsa i ràdio
Del 1945 al 1950 va ser alumne de l'Institut de Literatura Maksim Gorki de Moscou, on va conèixer el poeta Naüm Grébnev (1921-1988), que va traduir els seus poemes al rus. El més conegut d'ells és el poema Juravlí (Les grues) que va aparèixer a Novi mir i donà origen, el 1969, a una cançó famosa a tota la Unió Soviètica, en memòria dels soldats caiguts durant la Gran Guerra Patriòtica El mateix Gamzàtov havia traduït els grans autors de la literatura russa a l'àvar, com ara Puixkin, Lérmontov, Iessenin o Maiakovski.
El 1952 fou guardonat amb un Premi Stalin de 3a classe pel recull de poemes L'any del meu naixement.
Gamzàtov va ser elegit posteriorment diputat del Daguestan soviètic, i després diputat i membre del Soviet Suprem.
Gamzatov va escriure diverses cançons traduïdes al rus; el poeta també va col·laborar amb compositors coneguts, com Ian Frénkel (que va musicar Juravlí), Dmitri Kabalevski, Raimonds Pauls, Iuri Antónov, o fins i tot Aleksandra Pàkhmutova. Han estat interpretades per cantants com Anna German, Galina Vixnévskaia, Müslüm Maqomayev, Ióssif Kobzon, Valeri Leóntiev, Sofia Rotaru, o Mark Bernés.
Gamzàtov va formar part dels consells editorials dels diaris Novi mir, Literatúrnaia gazeta, Drujba naródov (Amistat dels pobles), Literatúrnaia Rossia, etc. Des de 1951 fins a la seva mort, va presidir la Unió d'Escriptors del Daguestan
Amb motiu del seu vuitantè aniversari, fou convidat a la residència oficial Botxarov Rutxei a la vora de la mar Negra pel president Vladímir Putin que li atorgà l'Orde de Sant Andreuper la seva destacada contribució al desenvolupament de la literatura russa i a les activitats públiques.
Va morir a Moscou. Està enterrat al petit cementiri musulmà de Tarki, al peu del mont Tarki-Tau, al costat de la tomba de la seva dona. Va tenir tres filles.
El juliol de 2013 es va inaugurar un monument seu al bulevard Iauzski, al centre de Moscou

## Homenatges
- L'asteroide núm. 7509 va rebre el nom de Rassul Gamzàtov (7509 Gamzatov)[8][9][10] Va ser descobert el 9 de març de 1977 per l'astrònom soviètic Nikolai Stepànovitx Txernikh.